# Xenia (Illinois)
Pour les articles homonymes, voir Xenia.
Xenia est un village du comté de Clay dans l'Illinois, aux États-Unis,. Il est incorporé le 4 février 1876.

## Démographie
Lors du recensement de 2010, le village comptait une population de 391 habitants. Elle est estimée, en 2016, à 300 habitants.

## Source de la traduction
- (en) Cet article est partiellement ou en totalité issu de l’article de Wikipédia en anglais intitulé « Xenia, Illinois » (voir la liste des auteurs).